# أليكس اولبرايت
أليكس اولبرايت (بالإنجليزية: Alex Albright)‏ هو لاعب كرة قدم أمريكية أمريكي، ولد في 29 يناير 1988 في سينسيناتي في الولايات المتحدة.

## وصلات خارجية
- أليكس اولبرايت على موقع مرجع كرة القدم المحترفة.كوم (الإنجليزية)